# Sinoboletus maekawae
Sinoboletus maekawae är en svampart som beskrevs av M. Zang & R.H. Petersen 2001. Sinoboletus maekawae ingår i släktet Sinoboletus och familjen Boletaceae.   Inga underarter finns listade i Catalogue of Life.